# Bill Withers/Diskografie
Diese Diskografie ist eine Übersicht über die musikalischen Werke des US-amerikanischen Sängers Bill Withers. Den Schallplattenauszeichnungen zufolge hat er bisher mehr als 15,5 Millionen Tonträger verkauft, davon alleine in seiner Heimat über 9,5 Millionen. Seine erfolgreichste Veröffentlichung ist die Single Ain’t No Sunshine mit über 5,9 Millionen verkauften Einheiten.

## Alben

### Studioalben
| Jahr | Titel                     | Höchstplatzierung, Gesamtwochen, AuszeichnungChartplatzierungen (Jahr, Titel, Platzierungen, Wochen, Auszeichnungen, Anmerkungen) | Höchstplatzierung, Gesamtwochen, AuszeichnungChartplatzierungen (Jahr, Titel, Platzierungen, Wochen, Auszeichnungen, Anmerkungen) | Höchstplatzierung, Gesamtwochen, AuszeichnungChartplatzierungen (Jahr, Titel, Platzierungen, Wochen, Auszeichnungen, Anmerkungen) | Höchstplatzierung, Gesamtwochen, AuszeichnungChartplatzierungen (Jahr, Titel, Platzierungen, Wochen, Auszeichnungen, Anmerkungen) | Höchstplatzierung, Gesamtwochen, AuszeichnungChartplatzierungen (Jahr, Titel, Platzierungen, Wochen, Auszeichnungen, Anmerkungen) | Höchstplatzierung, Gesamtwochen, AuszeichnungChartplatzierungen (Jahr, Titel, Platzierungen, Wochen, Auszeichnungen, Anmerkungen) | Anmerkungen |
| Jahr | Titel                     | DE | AT | CH | UK | US | R&B | Anmerkungen |
| ---- | ------------------------- | --- | --- | --- | --- | --- | --- | --- |
| 1971 | Just as I Am              | — | — | CH91 (1 Wo.)CH | — | US39 (33 Wo.)US | R&B5 (38 Wo.)R&B | Erstveröffentlichung: Mai 1971 Charteinstieg in CH erst 2020 Produzent: Booker T. Jones                                               |
| 1972 | Still Bill                | — | — | — | — | US4 Gold · (43 Wo.)US | R&B1 (38 Wo.)R&B | Erstveröffentlichung: Mai 1972 Produzenten: Benorce Blackman, Bill Withers, James Gadson, Melvin Dunlap, Ray Jackson                  |
| 1974 | +’Justments               | — | — | — | — | US67 (21 Wo.)US | R&B7 (34 Wo.)R&B | Erstveröffentlichung: März 1974 Produzenten: Bill Withers, James Gadson, Melvin Dunlap                                                |
| 1975 | Making Music              | — | — | — | — | US81 (15 Wo.)US | R&B7 (19 Wo.)R&B | Erstveröffentlichung: Oktober 1975 Produzenten: Bill Withers, Larry Nash                                                              |
| 1976 | Naked & Warm              | — | — | — | — | US169 (4 Wo.)US | R&B41 (4 Wo.)R&B | Erstveröffentlichung: Oktober 1976 Produzent: Bill Withers                                                                            |
| 1977 | Menagerie                 | — | — | — | UK27 (4 Wo.)UK | US39 Gold · (26 Wo.)US | R&B18 (23 Wo.)R&B | Erstveröffentlichung: Oktober 1977 Produzenten: Bill Withers, Clarence McDonald, Keni Burke, Clifford Coulter                         |
| 1979 | ’Bout Love                | — | — | — | — | US134 (9 Wo.)US | R&B50 (5 Wo.)R&B | Erstveröffentlichung: Februar 1979 Produzent: Paul Hurriah                                                                            |
| 1985 | Watching You, Watching Me | — | — | — | UK60 (1 Wo.)UK | US143 (8 Wo.)US | R&B42 (25 Wo.)R&B | Erstveröffentlichung: Mai 1985 Produzenten: Bill Withers, Denny Diante, Don Freeman, Larry Carlton, Michel Colombier, Ralph MacDonald |

grau schraffiert: keine Chartdaten aus diesem Jahr verfügbar

### Livealben
| Jahr | Titel                              | Höchstplatzierung, Gesamtwochen, AuszeichnungChartplatzierungen (Jahr, Titel, Platzierungen, Wochen, Auszeichnungen, Anmerkungen) | Höchstplatzierung, Gesamtwochen, AuszeichnungChartplatzierungen (Jahr, Titel, Platzierungen, Wochen, Auszeichnungen, Anmerkungen) | Höchstplatzierung, Gesamtwochen, AuszeichnungChartplatzierungen (Jahr, Titel, Platzierungen, Wochen, Auszeichnungen, Anmerkungen) | Höchstplatzierung, Gesamtwochen, AuszeichnungChartplatzierungen (Jahr, Titel, Platzierungen, Wochen, Auszeichnungen, Anmerkungen) | Höchstplatzierung, Gesamtwochen, AuszeichnungChartplatzierungen (Jahr, Titel, Platzierungen, Wochen, Auszeichnungen, Anmerkungen) | Höchstplatzierung, Gesamtwochen, AuszeichnungChartplatzierungen (Jahr, Titel, Platzierungen, Wochen, Auszeichnungen, Anmerkungen) | Anmerkungen                                  |
| Jahr | Titel                              | DE | AT | CH | UK | US | R&B | Anmerkungen                                  |
| ---- | ---------------------------------- | --- | --- | --- | --- | --- | --- | -------------------------------------------- |
| 1973 | Bill Withers Live at Carnegie Hall | — | — | CH47 (2 Wo.)CH | UK80 (1 Wo.)UK | US63 (21 Wo.)US | R&B6 (20 Wo.)R&B | Erstveröffentlichung: April 1973 Doppelalbum |

grau schraffiert: keine Chartdaten aus diesem Jahr verfügbar

### Kompilationen
| Jahr | Titel                                      | Höchstplatzierung, Gesamtwochen, AuszeichnungChartplatzierungen (Jahr, Titel, Platzierungen, Wochen, Auszeichnungen, Anmerkungen) | Höchstplatzierung, Gesamtwochen, AuszeichnungChartplatzierungen (Jahr, Titel, Platzierungen, Wochen, Auszeichnungen, Anmerkungen) | Höchstplatzierung, Gesamtwochen, AuszeichnungChartplatzierungen (Jahr, Titel, Platzierungen, Wochen, Auszeichnungen, Anmerkungen) | Höchstplatzierung, Gesamtwochen, AuszeichnungChartplatzierungen (Jahr, Titel, Platzierungen, Wochen, Auszeichnungen, Anmerkungen) | Höchstplatzierung, Gesamtwochen, AuszeichnungChartplatzierungen (Jahr, Titel, Platzierungen, Wochen, Auszeichnungen, Anmerkungen) | Höchstplatzierung, Gesamtwochen, AuszeichnungChartplatzierungen (Jahr, Titel, Platzierungen, Wochen, Auszeichnungen, Anmerkungen) | Anmerkungen                                                                |
| Jahr | Titel                                      | DE | AT | CH | UK | US | R&B | Anmerkungen                                                                |
| ---- | ------------------------------------------ | --- | --- | --- | --- | --- | --- | -------------------------------------------------------------------------- |
| 1975 | The Best of Bill Withers                   | — | — | — | — | US182 (2 Wo.)US | R&B33 (5 Wo.)R&B | Erstveröffentlichung: Mai 1975                                             |
| 1981 | Bill Withers’ Greatest Hits                | — | — | — | UK90 Gold · (4 Wo.)UK | US183 Gold · (3 Wo.)US | R&B58 (2 Wo.)R&B | Erstveröffentlichung: Juli 1981 Charteintritt in UK erst im September 1988 |
| 1989 | Lovely Days                                | DE44 (5 Wo.)DE | AT27 (4 Wo.)AT | — | — | — | — | Erstveröffentlichung: April 1989                                           |
| 2002 | The Very Best of Billy Paul & Bill Withers | — | — | CH41 (7 Wo.)CH | — | — | — | Erstveröffentlichung: September 2002 mit Billy Paul                        |
| 2006 | Lovely Day: The Very Best of Bill Withers  | — | — | — | UK35 Silber · (2 Wo.)UK | — | — | Erstveröffentlichung: Juli 2006 Reissue des Albums von 1998                |
| 2015 | Lean on Me: The Best of Bill Withers       | — | — | — | — | US131 (7 Wo.)US | — | Erstveröffentlichung: 9. August 1994                                       |
| 2017 | The Ultimate Collection                    | — | — | — | UK10 Gold · (4 Wo.)UK | — | — | Erstveröffentlichung: 29. Juli 2017                                        |

grau schraffiert: keine Chartdaten aus diesem Jahr verfügbar
Weitere Kompilationen
| - 1975: This Is Bill Withers - 1976: Black Magic - 1977: 20 Best of Bill Withers - 1978: Simply Bill Withers: A Collection of His Music - 1980: The Best of Bill Withers - 1989: The Sound of Soul - 1997: The Bill Withers Collection - 1997: Ain’t No Sunshine - 1999: Simply the Best - 1999: Top Bill - 2000: The Ultimate Bill Withers Collection (2 CDs) - 2001: Super Hits | - 2004: Ain’t No Sunshine - 2004: The Best Of - 2007: Best of Bill Withers (2 CDs) - 2008: Ain’t No Sunshine: The Best of Bill Withers (2 CDs) - 2009: Playlist: The Very Best of Bill Withers (14 mp3-Files) - 2010: Lean On Me: The Collection - 2011: Lovely Day: The Best of Bill Withers (2 CDs) - 2012: Bill Withers: The Complete Sussex and Columbia Albums (Box mit 9 CDs) - 2013: The Essential Bill Withers (2 CDs) - 2014: The Real … Bill Withers: The Ultimate Bill Withers Collection (3 CDs) |

## Singles
| Jahr | Titel Album                                                | Höchstplatzierung, Gesamtwochen, AuszeichnungChartplatzierungen (Jahr, Titel, Album, Platzierungen, Wochen, Auszeichnungen, Anmerkungen) | Höchstplatzierung, Gesamtwochen, AuszeichnungChartplatzierungen (Jahr, Titel, Album, Platzierungen, Wochen, Auszeichnungen, Anmerkungen) | Höchstplatzierung, Gesamtwochen, AuszeichnungChartplatzierungen (Jahr, Titel, Album, Platzierungen, Wochen, Auszeichnungen, Anmerkungen) | Höchstplatzierung, Gesamtwochen, AuszeichnungChartplatzierungen (Jahr, Titel, Album, Platzierungen, Wochen, Auszeichnungen, Anmerkungen) | Höchstplatzierung, Gesamtwochen, AuszeichnungChartplatzierungen (Jahr, Titel, Album, Platzierungen, Wochen, Auszeichnungen, Anmerkungen) | Höchstplatzierung, Gesamtwochen, AuszeichnungChartplatzierungen (Jahr, Titel, Album, Platzierungen, Wochen, Auszeichnungen, Anmerkungen) | Anmerkungen |
| Jahr | Titel Album                                                | DE | AT | CH | UK | US | R&B | Anmerkungen |
| ---- | ---------------------------------------------------------- | --- | --- | --- | --- | --- | --- | --- |
| 1971 | Ain’t No Sunshine Just as I Am                             | DE76 Gold · (1 Wo.)DE | — | CH24 (12 Wo.)CH | UK40 ×2Doppelplatin · (7 Wo.)UK | US3 ×4Vierfachplatin · (16 Wo.)US | R&B6 (16 Wo.)R&B | Erstveröffentlichung: Juni 1971 Charteinstieg in UK erst 2009; in DE und CH erst 2020 Grammy (R&B Song) + Hall of Fame Platz 285 der Rolling Stone 500 (Liste 2011) Autor: Bill Withers            |
| 1971 | Grandma’s Hands Just as I Am                               | — | — | — | — | US42 (8 Wo.)US | R&B18 (8 Wo.)R&B | Erstveröffentlichung: Oktober 1971 Autor: Bill Withers |
| 1972 | Lean on Me Still Bill                                      | — | — | CH84 (1 Wo.)CH | UK18 Platin · (10 Wo.)UK | US1 Gold · (19 Wo.)US | R&B1 (17 Wo.)R&B | Erstveröffentlichung: März 1972 Charteinstieg in CH erst 2020 Grammy Hall of Fame Platz 208 der Rolling Stone 500 (Liste 2011) Platz 112 der Songs of the Century (Liste 2001) Autor: Bill Withers |
| 1972 | Use Me Still Bill                                          | — | — | — | UK— SilberUK | US2 Gold · (12 Wo.)US | R&B2 (13 Wo.)R&B | Erstveröffentlichung: August 1972 Autor: Bill Withers |
| 1972 | Let Us Love Bill Withers Live at Carnegie Hall             | — | — | — | — | US47 (6 Wo.)US | R&B17 (5 Wo.)R&B | Erstveröffentlichung: November 1972 Autor: Bill Withers |
| 1973 | Kissing My Love Still Bill                                 | — | — | — | — | US31 (10 Wo.)US | R&B12 (9 Wo.)R&B | Erstveröffentlichung: Januar 1973 Autor: Bill Withers |
| 1973 | Friend of Mine Bill Withers Live at Carnegie Hall          | — | — | — | — | US80 (5 Wo.)US | R&B25 (6 Wo.)R&B | Erstveröffentlichung: Juni 1973 Autor: Bill Withers |
| 1974 | The Same Love That Made Me Laugh +’Justments               | — | — | — | — | US50 (13 Wo.)US | R&B10 (15 Wo.)R&B | Erstveröffentlichung: März 1974 Autor: Bill Withers |
| 1974 | You +’Justments                                            | — | — | — | — | — | R&B15 (13 Wo.)R&B | Erstveröffentlichung: Juli 1974 Autor: Bill Withers |
| 1974 | Heartbreak Road +’Justments                                | — | — | — | — | US89 (4 Wo.)US | R&B13 (12 Wo.)R&B | Erstveröffentlichung: Oktober 1974 Autor: Bill Withers |
| 1975 | It’s All Over Now I Don’t Know What the World Is Coming To | — | — | — | — | — | R&B68 (8 Wo.)R&B | Erstveröffentlichung: Juli 1975 mit Bobby Womack Autoren: Bobby Womack, Shirley Womack Original: The Valentinos, 1964                                                                              |
| 1975 | Make Love to Your Mind Making Music                        | — | — | — | — | US76 (8 Wo.)US | R&B10 (13 Wo.)R&B | Erstveröffentlichung: November 1975 Autor: Bill Withers |
| 1976 | I Wish You Well Making Music                               | — | — | — | — | — | R&B54 (8 Wo.)R&B | Erstveröffentlichung: März 1976 Autor: Bill Withers |
| 1976 | If I Didn’t Mean You Well Naked & Warm                     | — | — | — | — | — | R&B74 (7 Wo.)R&B | Erstveröffentlichung: Oktober 1976 Autor: Bill Withers |
| 1977 | Close to Me Naked & Warm                                   | — | — | — | — | — | R&B88 (2 Wo.)R&B | Erstveröffentlichung: Januar 1977 Autor: Bill Withers |
| 1977 | Lovely Day Menagerie                                       | DE— GoldDE | — | — | UK7 ×2Doppelplatin · (19 Wo.)UK | US30 ×2Doppelplatin · (12 Wo.)US | R&B6 (22 Wo.)R&B | Erstveröffentlichung: September 1977 Autoren: Skip Scarborough, Bill Withers |
| 1978 | Lovely Night for Dancing Menagerie                         | — | — | — | — | — | R&B75 (3 Wo.)R&B | Erstveröffentlichung: April 1978 Autor: Bill Withers |
| 1979 | Don’t It Make It Better ’Bout Love                         | — | — | — | — | — | R&B30 (14 Wo.)R&B | Erstveröffentlichung: Januar 1979 Autoren: Bill Withers, Paul Hurriah Smith |
| 1979 | You Got the Stuff ’Bout Love                               | — | — | — | — | — | R&B85 (3 Wo.)R&B | Erstveröffentlichung: Mai 1979 Autoren: Bill Withers, Keith Hatchell |
| 1981 | Just the Two of Us Winelight                               | — | — | — | UK34 Platin · (7 Wo.)UK | US2 (24 Wo.)US | R&B3 (21 Wo.)R&B | Erstveröffentlichung: Januar 1981 mit Grover Washington, Jr. Grammy (R&B Song) Autoren: Bill Withers, Ralph MacDonald, William Salter                                                              |
| 1981 | U. S. A. –                                                 | — | — | — | — | — | R&B83 (6 Wo.)R&B | Erstveröffentlichung: November 1981 Autor: Bill Withers |
| 1984 | In the Name of Love –                                      | — | — | — | — | US58 (10 Wo.)US | R&B13 (15 Wo.)R&B | Erstveröffentlichung: August 1984 mit Ralph MacDonald Autoren: Bill Withers, Ralph MacDonald, William Salter                                                                                       |
| 1985 | Oh Yeah!                                                   | — | — | — | UK60 (4 Wo.)UK | — | R&B22 (14 Wo.)R&B | Erstveröffentlichung: März 1985 Autoren: David Foster, Bill Withers, Larry Carlton |
| 1985 | Something That Turns You On Watching You, Watching Me      | — | — | — | — | — | R&B46 (12 Wo.)R&B | Erstveröffentlichung: Juli 1985 Autor: Bill Withers |
| 1988 | Lovely Day (Sunshine Mix) Lovely Days                      | DE27 (10 Wo.)DE | AT18 (8 Wo.)AT | — | UK4 (9 Wo.)UK | — | — | Erstveröffentlichung: August 1988 Remix: Ben Liebrand |
| 1988 | Ain’t No Sunshine (Total Eclipse Mix) Lovely Days          | DE30 (12 Wo.)DE | — | — | UK82 (3 Wo.)UK | — | — | Erstveröffentlichung: November 1988 Remix: Ben Liebrand |
| 1990 | Harlem (Ben Liebrand Remix) Lovely Days                    | — | — | — | UK98 (1 Wo.)UK | — | — | Erstveröffentlichung: April 1990 Remix: Ben Liebrand; Autor: Bill Withers |

grau schraffiert: keine Chartdaten aus diesem Jahr verfügbar
Weitere Singles
- 1967: Three Nights and a Morning
- 1971: Sweet Wanomi
- 1971: Everybody’s Talkin’
- 1971: Harlem
- 1972: The Gift of Giving
- 1974: Ruby Lee
- 1975: Who Is He (And What Is He to You?)
- 1975: Hello Like Before
- 1976: Family Table
- 1981: I Want to Spend the Night
- 1985: We Could Be Sweet Lovers
- 2010: Who Is He (Tss Tss Remix)

## Videoalben
- 2011: Still Bill

## Boxsets
- 2014: Original Album Classics (Box mit 3 CDs)

## Statistik

### Chartauswertung
|                     | DE    | AT    | CH    | UK    | US     | R&B      |
| ------------------- | ----- | ----- | ----- | ----- | ------ | -------- |
| Nummer-eins-Alben   | DE—DE | AT—AT | CH—CH | UK—UK | US2US  | R&B1R&B  |
| Top-10-Alben        | DE—DE | AT—AT | CH—CH | UK3UK | US5US  | R&B4R&B  |
| Alben in den Charts | DE1DE | AT1AT | CH3CH | UK5UK | US12US | R&B11R&B |

|                       | DE    | AT    | CH    | UK    | US     | R&B      |
| --------------------- | ----- | ----- | ----- | ----- | ------ | -------- |
| Nummer-eins-Singles   | DE—DE | AT—AT | CH—CH | UK—UK | US1US  | R&B1R&B  |
| Top-10-Singles        | DE—DE | AT—AT | CH—CH | UK2UK | US4US  | R&B7R&B  |
| Singles in den Charts | DE3DE | AT1AT | CH2CH | UK8UK | US13US | R&B24R&B |

### Auszeichnungen für Musikverkäufe
| Goldene Schallplatte - Dänemark - 2021: für die Single Just the Two of Us - 2024: für das Album Just as I Am - Italien - 2021: für die Single Lovely Day - 2021: für die Single Just the Two of Us - Spanien - 2024: für die Single Just the Two of Us 2× Goldene Schallplatte - Frankreich - 2002: für das Album The Very Best of Billy Paul & Bill Withers Platin-Schallplatte - Australien - 2020: für die Single Ain’t No Sunshine - 2020: für die Single Lean On Me - 2020: für die Single Lovely Day - Dänemark - 2022: für die Single Ain’t No Sunshine - 2024: für die Single Lovely Day - Italien - 2019: für die Single Ain’t No Sunshine - Spanien - 2025: für die Single Lovely Day | 2× Platin-Schallplatte - Griechenland - 2024: für die Single Ain’t No Sunshine - Neuseeland - 2025: für das Album The Essential Bill Withers - Portugal - 2024: für die Single Ain’t No Sunshine - Spanien - 2024: für die Single Ain’t No Sunshine 4× Platin-Schallplatte - Neuseeland - 2024: für die Single Ain’t No Sunshine - 2024: für die Single Lovely Day |

Anmerkung: Auszeichnungen in Ländern aus den Charttabellen bzw. Chartboxen sind in ebendiesen zu finden.
| Land/RegionAuszeichnungen für Musikverkäufe (Land/Region, Auszeichnungen, Verkäufe, Quellen) | Silber     | Gold       | Platin       | Verkäufe  | Quellen              |
| -------------------------------------------------------------------------------------------- | ---------- | ---------- | ------------ | --------- | -------------------- |
| Australien (ARIA)                                                                            | —          | —          | 3× Platin3   | 210.000   | aria.com.au          |
| Dänemark (IFPI)                                                                              | —          | 2× Gold2   | 2× Platin2   | 235.000   | ifpi.dk              |
| Deutschland (BVMI)                                                                           | —          | 2× Gold2   | —            | 550.000   | musikindustrie.de    |
| Frankreich (SNEP)                                                                            | —          | 2× Gold2   | —            | 200.000   | infodisc.fr          |
| Griechenland (IFPI)                                                                          | —          | —          | 2× Platin2   | 40.000    | Einzelnachweise      |
| Italien (FIMI)                                                                               | —          | 2× Gold2   | Platin1      | 120.000   | fimi.it              |
| Neuseeland (RMNZ)                                                                            | —          | —          | 10× Platin10 | 270.000   | radioscope.co.nz NZ2 |
| Portugal (AFP)                                                                               | —          | —          | 2× Platin2   | 20.000    | Einzelnachweise      |
| Spanien (Promusicae)                                                                         | —          | Gold1      | 3× Platin3   | 210.000   | elportaldemusica.es  |
| Vereinigte Staaten (RIAA)                                                                    | —          | 5× Gold5   | 6× Platin6   | 9.500.000 | riaa.com             |
| Vereinigtes Königreich (BPI)                                                                 | 2× Silber2 | 2× Gold2   | 6× Platin6   | 4.160.000 | bpi.co.uk            |
| Insgesamt                                                                                    | 2× Silber2 | 16× Gold16 | 35× Platin35 |           |                      |